# Rocka Rolla (сингл)
«Rocka Rolla» ― пісня британського хеві-метал-гурту Judas Priest, включена як другий трек до однойменного альбому і випущена як єдиний сингл з альбому в серпні 1974 року, ставши дебютним синглом гурту.
На відміну від фірмового звучання гурту, сингл являє собою суміш хард-року та психоделічного року, що включає короткі гітарні соло Даунінга і Тіптона, а також коротке соло на губній гармошці Гелфорда. Під час промо-туру альбому він був зіграний наживо, де партія гармоніки була виключена, а бек-вокал Тіптона був заспіваний на кілька нот вище, ніж в оригінальній версії.
Основний аудіо-візуальний запис, який існує, був записаний на програмі BBC «The Old Grey Whistle Test» у 1975 році. Він був ремастирований для DVD Electric Eye 2003 року.

## Сингл
| #  | Назва             | Автор                    | Тривалість |
| -- | ----------------- | ------------------------ | ---------- |
| 1. | «Rocka Rolla»     | Гелфорд, Даунінг, Тіптон | 4:02       |
| 2. | «Never Satisfied» | Даунінг, Ел Аткінс       | 4:53       |

## Склад
- Роб Гелфорд — вокал, губна гармошка
- Ґленн Тіптон — гітара, бек-вокал
- К. К. Даунінг — гітара
- Іен Гілл — бас-гітара
- Джон Гінч — ударні